# Schistura orthocauda
Schistura orthocauda är en fiskart som först beskrevs av Mai, 1978.  Schistura orthocauda ingår i släktet Schistura och familjen grönlingsfiskar. IUCN kategoriserar arten globalt som otillräckligt studerad. Inga underarter finns listade i Catalogue of Life.